# Нікорник смуговолий
Ніко́рник смуговолий (Apalis thoracica) — вид горобцеподібних птахів родини тамікових (Cisticolidae). Мешкає в Східній та Південній Африці. Виділяють низку підвидів.

## Опис
Довжина птаха становить 11-13 см, вага 12 г. В залежності від підвиду верхня частина тіла може мати сіре або зелене забарвлення, а нижня частина тіла — біле або жовте. На грудях у смугастоволих нікорників є чорна смуга, бічні стернові пера білі, очі бліді. Дзьоб чорний, тонкий і довгий, трохи вигнутий. Самиці схожі на самців, однак смуга на їх грудях тонша. У молодих птахів нижня частина тіла охриста, у деяких смуга на грудях може бути нечіткою.

## Підвиди
Виділяють вісімнадцять підвидів:

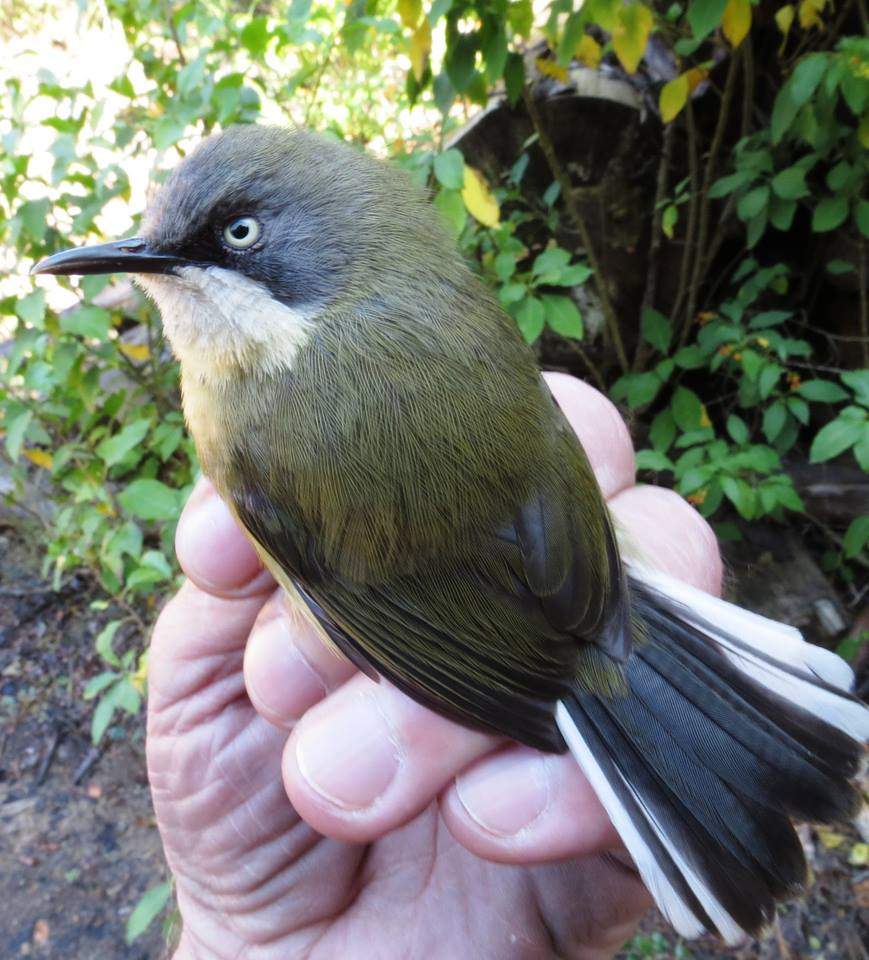
Смуговолий нікорник (підвид A. t. spelonkensis)

- A. t. griseiceps Reichenow & Neumann, 1895 — південно-східна Кенія, північно-східна і центральна Танзанія;
- A. t. pareensis Ripley & Heinrich, 1966 — гори Південні Паре (Танзанія);
- A. t. murina Reichenow, 1904 — від північно-східної Танзанії до півночі Малаві і північного сходу Замбії;
- A. t. uluguru Neumann, 1914 — гори Улугуру (Танзанія);
- A. t. youngi Kinnear, 1936 — південно-західна Танзанія, північне Малаві, північно-східна Замбія[4];
- A. t. whitei Grant, CHB & Mackworth-Praed, 1937 — східна Замбія, південне Малаві;
- A. t. rhodesiae Gunning & Roberts, 1911 — від північно-східної Ботсвани до центрального Зімбабве;
- A. t. quarta Irwin, 1966 — гори Ньянга (Зімбабве) і Горонгоза (Мозамбік);
- A. t. arnoldi Roberts, 1936 — схід Зімбабве, північний захід Мозамбіку;
- A. t. flaviventris Gunning & Roberts, 1911 — південно-східна Ботсвана, північ ПАР;
- A. t. spelonkensis Gunning & Roberts, 1911 — північний схід ПАР;
- A. t. drakensbergensis Roberts, 1937 — схід центральної частини ПАР, захід Есватіні;
- A. t. lebomboensis Roberts, 1931 — схід Есватіні, схід ПАР, південь Мозамбіку;
- A. t. venusta Gunning & Roberts, 1911 — схід і південний схід ПАР;
- A. t. thoracica (Shaw, 1811) — південний схід ПАР;
- A. t. claudei Sclater, WL, 1910 — південь ПАР;
- A. t. capensis Roberts, 1936 — південний захід ПАР;
- A. t. griseopyga Lawson, 1965 — захід ПАР.

Жовтогорлі, таїтянські і нумалійські нікорники раніше вважалися підвидами смуговолого нікорника, однак були визнані окремими видами.

## Поширення і екологія
Смуговолі нікорники живуть у вологих і сухих рівнинних і гірських тропічних лісах і чагарникових заростях.

## Поведінка
Смуговолі нікорники харчуються комахами та іншими безхребетними. Доповнюють свій раціон ягодами і насінням. Іноді приєднуються до змішаних зграй птахів.
Сезон розмноження триває з серпня по січень. Гніздо овальне, мішечкоподібне, розміщується в чагаринику на висоті від 1 до 3 м над землею. В кладці 2-4 яйця блакитнуватого кольору. поцяткованих рудувато-коричневими плямками. Інкубаційний період триває 12-14 днів. Кладку насиджують і самець, і самиця. Пташенята покидають гніздо на 13-18 день.